# Хагуди (посёлок)
Ха́гуди (эст. Hagudi) — посёлок в волости Рапла уезда Рапламаа, Эстония. 

## География и описание
Расположен в 34 километрах к югу от Таллина и в 6 км к северу от уездного и волостного центра — города Рапла. Примыкает к одноимённой деревне. Высота над уровнем моря — 75 метров.
Официальный язык — эстонский. Почтовый индекс — 79602.

## Население
По данным переписи населения 2011 года, в посёлке проживали 311 человек.
По данным переписи населения 2021 года, в посёлке насчитывалось 278 жителей, из них 261 (93,9 %) — эстонцы.
Численность населения посёлка Хагуди по данным переписей населения:
| Год  | 1959 | 1970  | 2000  | 2011  | 2021  |
| ---- | ---- | ----- | ----- | ----- | ----- |
| Чел. | 174  | ↘ 161 | ↗ 331 | ↘ 311 | ↘ 278 |

## История
Густонаселённый пункт возник в окрестностях железнодорожной станции Хагуди и стал называться посёлком к концу 1930-х годов. В 1975–1997 годах в состав посёлка Хагуди входила деревня Хагуди, возникшая севернее мызы Хаггуд (ныне Хагуди) и впервые упомянутая в 1447 году.

## Инфраструктура
В посёлке работают детский сад и основная школа. Есть железнодорожная остановка Хагуди.

## Известные уроженцы
На мызе Хаггуд родился российский мореплаватель Иван Фёдорович Крузенштерн. В честь него в посёлке установлен памятный камень.